# Informační systém základních registrů
Informační systém základních registrů (ISZR) je spravován Digitální a informační agenturou. Do roku 2023 jej spravovala Správa základních registrů.
Systémem jsou realizovány vazby mezi jednotlivými základními registry a dále mezi registry a agendovými informačními systémy.

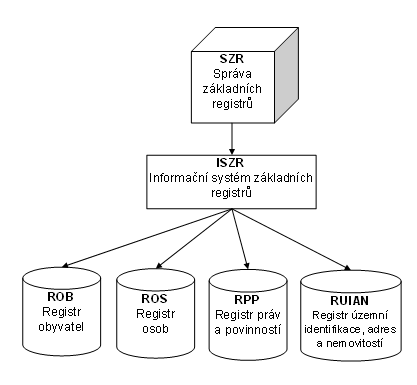
Schéma SZR

## Základní registry
Byly schváleny čtyři základní registry:
- ROB – Registr obyvatel
- RPP – Registr práv a povinností
- ROS – Registr osob
- RÚIAN – Registr územní identifikace, adres a nemovitostí

### Služby
ISZR poskytuje služby definované v katalogu eGON služeb. Tyto služby nad základními registry poskytuje všem subjektům s ohledem na jejich aktuální oprávnění v registru práv a povinností:
- Publikuje služby základních registrů (eGON služby)
- Ověřuje oprávnění pro přístup do základních registrů
- Zaznamenává a ukládá všechny logy do základních registrů

Rozhraní ISZR je realizováno na technologii Komunikační infrastruktury veřejné správy (KIVS).

## Důvody vzniku
Jedním z pilířů elektronizace veřejné správy je vytvoření centrálních registrů veřejné správy, které by řešily dosavadní potíže související s nejednotností, multiplicitou a neaktuálností klíčových databází.

## Historie
Zásadním krokem k fungování systému základních registrů bylo přijetí zákona č. 111/2009 Sb., o základních registrech a zákona č. 227/2009 Sb. na počátku roku 2009 a vznik Správy základních registrů k  1. lednu 2010.
Tyto zákony vytvářely předpoklad pro spuštění systému od 1. července 2010 ve zkušebním provozu a o rok později v ostrém provozu. Protože se rozběh celého systému základních registrů z různých příčin v celé ČR opozdil, byl schválen zákon, který odkládá ostrý rozběh systému až od 1. července 2012.